# Joël Tchami
Joël Armel Tchami Ngalaha (Kamerun, Bafang, 1982. március 25. –) kameruni labdarúgó.

## Pályafutása
Tchami a német Hertha BSC akadémiáján nevelkedett. Német élvonalbeli mérkőzésen mindössze egyszer, 2001. október 13-án egy Hamburg elleni találkozón lépett pályára. A Hertha második csapatában 66 mérkőzésen 35-ször talált be. A Herthától a francia másodosztályú Stade Lavallois csapatához igazolt, itt összesen tíz bajnoki mérkőzésen lépett pályára, két gólt szerzett. Később megfordult Izraelben, Dániában, Iránban, Libanonban, az Egyesült Arab Emírségekben és Szlovákiában is. 2012-ben az Egri FC játékosa volt, egy Kecskemét elleni mérkőzésen lépett pályára. Ezután játszott még egy ideig Franciaországban és Malajziában. 2018 óta nevelő egyesülete, a kameruni Unisport FC de Bafang játékosa.

## Magánélete
Testvérei, Alphonse és Hervé kameruni válogatott labdarúgók.